# Tottenham Court Road
Tottenham Court Road ist eine bedeutende Einkaufsstraße im Zentrum von London, die von St Giles Circus, der Kreuzung von Oxford Street und Charing Cross Road, nach Norden zur Euston Road führt. Die Straße verläuft im London Borough of Camden am westlichen Rand des Stadtteils Bloomsbury und bildet zwischen dem St Giles Circus und der ein Block nördlich davon abzweigenden Hanway Street die Grenze zur City of Westminster.

## Geschichte
Tottenhall war ein bereits im 11. Jh. im Domesday Book erwähntes Pfründehaus, das zum Dekanat der St Paul’s Cathedral gehörte und an der Stelle des heutigen Verwaltungsgebäudes der University College Hospital an 250 Euston Road⊙ stand. Die Straße bildete die Zufahrt von der Oxford Street zum Anwesen. Aus einem Malapropismus entstand aus Tottenhall die Bezeichnung Tottenham in Anlehnung an den gleichnamigen Stadtteil Tottenham im Norden von London.
Am Anfang des 18. Jh. wurde das Pfründehaus abgebrochen, die Straße wurde Tottenham Court Road genannt. Ab dem späten 18. Jh. und besonders zu Beginn des 19. Jh. wurde die Straße für die Möbelherstellung bekannt. Die Tischlerwerkstätte stellten vor allem Schränke her, einige wechselten später zum Klavierbau.
Am 17. Oktober 1814 barst ein Bottich in der Horse Shoe Brewery an der Straße. Die austretenden 8000 bis 9000 Fass Bier erzeugten eine stellenweise 4,5 m hohe Flutwelle, welche die Umgebung überschwemmte. Besonders betroffen war das Armenviertel St Giles Rookery, indem Familien in Kellerwohnungen lebten. Der als London Beer Flood bezeichnete Unfall forderte acht Todesopfer.
Im Jahre 1900 nahm die Central London Railway (CLR) ihren Betrieb auf, welche die U-Bahnstation Tottenham Court Road bediente. 1907 folgte die Charing Cross, Euston and Hampstead Railway (CCE&HR), die unter der Tottenham Court Road verläuft und neben der Station Tottenham Court Road auch die Stationen Goodge Street und Warren Street bediente. Die U-Bahn-Gesellschaften gingen 1933 in den öffentlich-rechtlichen Besitzt über, aus der CLR entstand die Central Line, aus der CCE&HR die Northern Line der London Underground.
Der Möbeleinzelhandel wuchs in den 1910er- und 1920er-Jahren zusammen mit der Möbelindustrie, sodass mehrere große Möbelhäuser an der Straße entstanden. Das bedeutendste dürfte Heal’s sein, das bereits damals auf eine beinahe hundertjährige Geschichte zurückblicken konnte.
Der St Giles Circus am südlichen Ende der Straße war in den 1950er Jahren eine der verkehrsreichsten Kreuzungen Londons, weshalb der London County Council (LCC) die Kreuzung in einen Kreisverkehr umbauen wollte. Der durch den Umbau verlorene Wohnraum sollte durch drei Wohnblöcke auf dem Eckgrundstück zwischen Oxford Street und Charing Cross Road kompensiert werden. Rechtsstreitigkeiten zwischen dem LCC und den Landeigentümern wurden umgangen, indem Oldham Estates Co das Grundstück erwarb. Die Immobilienfirma im Besitz von Harry Hyams, ein damals noch junger Immobilienhändler aus Nordengland, trat das für die Umgestaltung der Kreuzung erforderliche Land an den LCC ab und erhielt als Gegenleistung das Recht, auf dem Grundstück eine höhere Bebauung zu realisieren, als nach der normalen Zonenordnung zulässig gewesen wäre. Hymas beauftragte Richard Seifert mit dem Entwurf eines Hochhauskomplexes mit gemischter Nutzung, dem Centre Point.
Das ursprüngliche Verkehrskonzept sah vor, dass der Verkehr um das Hochhaus Centre Point herumgeführt worden wäre, weshalb dieses mit dem danebenliegenden Centre Point House mit einer zweistöckigen Brücke verbunden ist. Der Kreisverkehr wurde nicht realisiert, da in den 1960er-Jahren, bevor der Centre Point fertiggestellt war, die Tottenham Court Road in eine Einbahnstraße mit drei Fahrspuren in Richtung Norden umgewandelt wurde. Das Konzept war so erfolgreich, dass auf den Bau des Kreisverkehrs verzichtet wurde.
Mit dem West End Project der Regierung des Stadtbezirks Camden sollen der an die Tottenham Court Road Station angrenzende öffentliche Raum aufgewertet werden, denn es wird mit Eröffnung der Crossrail ein Mehrverkehrt von 40 % erwartet. In diesem Zusammenhang wurde der Einbahnverkehr für Fahrräder und Busse im April 2019 wieder aufgehoben. Ab Frühjahr 2020 darf nachts und am Sonntag auch der Individualverkehr die Straße in Richtung Süden befahren. Tagsüber ist die Straße für den Durchgangsverkehr in beiden Richtungen gesperrt, indem einzelne Abschnitte nur von Fahrräder und Bussen befahren werden dürfen.
Die Tottenham Court Road ist eine bedeutende Einkaufsstraße, bekannt für ihre große Anzahl an Läden für elektronische Waren. Weiter im Norden befinden sich viele Möbelgeschäfte.
Die Straße kam ins Gerede, als 2001 die erste Filiale der Lapdancing-Clubkette Spearmint Rhino in Zentrallondon eröffnet wurde.
Die Church of Scientology besitzt eine Filiale an der Tottenham Court Road 60.

## Trivia
- Tottenham Court Road ist die einzige Durchgangsstraße im Londoner Postdistrikt W1, die das Wort Road in ihrem Namen enthält – alle anderen sind Streets, Squares etc.
- In dieser Straße wurde 1902 der Komponist und Pianist Billy Mayerl geboren.
- In der Tottenham Court Road ist eine Szene des Romans Harry Potter und die Heiligtümer des Todes angesiedelt.
- Sir Arthur Conan Doyle lässt seinen Romanhelden Sherlock Holmes seine Violine bei einem Pfandleiher in der Tottenham Court Road erstehen.
- Die Straße wird im Song „Born Slippy“ der Musik-Gruppe Underworld erwähnt.
- Auch in Webbers „Cats“ hat die Tottenham Court Road einen Auftritt, und zwar in dem Song „Grizabella, the glamour cat“.
- Die Straße wird auch mehrfach erwähnt in „The Invisible Man“ von H.G. Wells.
- In „macht's gut, und danke für den Fisch“ von Douglas Adams wird die Straße ebenfalls erwähnt.
- Im Jahr 1968 hörte Mick Jagger, nachdem die Band The Beatles ihr Lied Hey Jude abgemischt und Paul McCartney eine Aufnahme davon dem DJ gegeben hatte, diese im Vesuvio Club in der Tottenham Court Road und kommentierte „[…] Zwei Songs in einem!“[7]